# Świdnik
Świdnik – miasto we wschodniej Polsce, w województwie lubelskim, siedziba powiatu świdnickiego. Według danych GUS z 31 grudnia 2019 r. miało 39 136 mieszkańców.
W 1786 roku Świdnik był wsią królewską w powiecie lubelskim województwa lubelskiego. Prawa miejskie uzyskał w 1954.
Miasto jest szerzej znane z wytwórni lotniczej WSK PZL Świdnik, produkującej m.in. śmigłowce PZL W-3 Sokół, Anakonda oraz SW-4, a w przeszłości także Mi-1 (w polskiej wersji SM-1), Mi-2 (produkowany jedynie w Świdniku) i motocykle WSK. Jest znany również z kolonii susłów perełkowanych na trawiastym lotnisku. W Świdniku zlokalizowany jest port lotniczy Lublin.

## Położenie
Świdnik położony jest na Płaskowyżu Świdnickim (według Jerzego Kondrackiego), należącym do Wyżyny Lubelskiej. Jest to równina denudacyjna, ulegająca erozji i wietrzeniu, pozbawiona pokrywy lessowej, w przeciwieństwie do okolicznych mezoregionów.
Znajduje się około dziesięciu kilometrów na wschód od Lublina oraz kilkadziesiąt kilometrów od przejść granicznych z Ukrainą (w Dorohusku) i Białorusią (w Terespolu). Położony jest również niedaleko terenów wypoczynkowych Pojezierza Łęczyńsko-Włodawskiego, około 30 km na południowy zachód.
Według danych z 1 stycznia 2011 r. powierzchnia miasta wynosiła 20,35 km².
Historycznie Świdnik położony jest w Małopolsce. Znajdował się w ziemi lubelskiej. W latach 1975–1998 miasto administracyjnie należało do województwa lubelskiego.

## Warunki naturalne

### Przyroda
W granicach Świdnika znajduje się kilka lasów (należących do Nadleśnictwa Świdnik). Dominuje przede wszystkim Las Świdnicki (Rejkowizna), położony na zachód od zabudowy miejskiej. W samym środku lasu znajduje się gajówka. Cały las położony jest w obrębie gminy.
Drugim lasem w Świdniku jest Las Poszpitalny (Wilcze Doły), położony na północ od zakładu WSK PZL Świdnik. W obrębie gminy znajduje się tylko niewielka część lasu, przed ul. Mełgiewską. Razem z budową WSK, od reszty Lasu Poszpitalnego oddzielono również niewielką część lasu na południu zakładu, który obecnie funkcjonuje jako przyzakładowy park leśny. W 2010 r. część lasu za WSK została wycięta w związku z budową portu lotniczego.
Na południe od zabudowy miejskiej, w obrębie Kolonii Krępiec, znajduje się również niewielki kilkuczęściowy Las Bażantaria.

#### Zieleń miejska
Mimo że Świdnik nie posiada większego parku miejskiego, w samym mieście, a szczególnie w jego centrum posadzonych jest wiele przydrożnych drzew. Szczególnie zazieleniona jest główna ulica miasta, ul. Niepodległości, która stanowi swego rodzaju aleję drzew (choć nie ma zabytkowego charakteru). Sporo również w mieście zagajników i trawników z krzewami.
W mieście funkcjonuje także kilka skwerów: na rogu ulic Niepodległości i kard. Wyszyńskiego, oraz na rogu ul. Niepodległości i Al. Lotników Polskich.

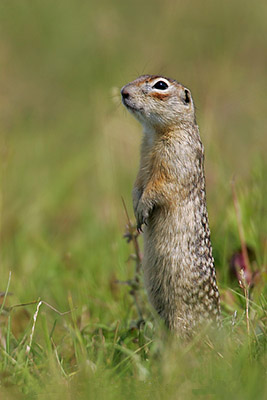
Suseł perełkowany

#### Kolonia susła perełkowanego
Na trawiastym lotnisku w Świdniku od pewnego czasu zadomowił się suseł perełkowany, będący gatunkiem zagrożonym i pod ochroną. Z tego powodu obszar lotniska został zgłoszony do programu Natura 2000 w celu ochrony gatunku.
O ile w 2006 r. populacja susłów wynosiła około 12 tysięcy, o tyle w 2008 r. było ich już tylko tysiąc. Obecnie liczba susłów spadła do 75. Naukowcy mają jednak nadzieję, że kolonia ponownie się rozrośnie.

### Topografia i osiedla
Powierzchnia gminy miejskiej Świdnik wynosi 20,35 km². Śródmieście, stanowiące centrum miasta, zabudowane jest trzypiętrowymi (przy ul. Niepodległości) i dwupiętrowymi blokami z epoki socrealizmu. W południowym i wschodnim otoczeniu Śródmieścia znajdują się nowsze osiedla bloków mieszkaniowych: Racławickie, Kościuszki i Kopernika. Także w jeszcze dalszym otoczeniu (za ul. Racławicką i Kosynierów) znajdują się osiedla podobnego wieku: Lotnicze, Brzeziny (I i II) i Wschód. Za Brzezinami I i II rozciąga się jedno z najmłodszych osiedli wielorodzinnych, Brzeziny-Kalina, natomiast za os. Lotniczym budowane jest os. Polesie. Również po drugiej stronie ul. Kusocińskiego od Brzezin II położone jest jednorodzinne osiedle Kusocińskiego.
Na zachód od Śródmieścia i os. Lotniczego (za Al. Lotników Polskich) znajduje się duża dzielnica jednorodzinna, Adampol. Przy nim znajduje się również nieco nowsze i bardziej regularne osiedle jednorodzinne Radość. Na północ od Adampola, za torami, a przed lotniskiem, położone jest osiedle Żwirki i Wigury, zaś na południe od Adampola znajduje się przy lesie niewielkie wielorodzinne osiedle Słoneczne.
Za torami funkcjonują również tereny sportowe Avii Świdnik, a za nimi znajdują się trawiaste lotnisko sportowe i zakłady WSK PZL Świdnik.
Na południe i południowy zachód od zwartego obszaru miejskiego położona jest Kolonia Krępiec, zaś na północny zachód – Kolonia Świdnik Mały i dalej Kolonia Biskupie (sięgająca także za Las Świdnicki). Na wschodzie z kolei znajdują się grunty należące do Nowego Krępca.

## Demografia
| Dane z GUS 2022r. | osób   |
| ----------------- | ------ |
| Populacja         | 36 992 |
| Mężczyźni         | 17 414 |

| Dane z GUS 2021 r. | osób   |
| ------------------ | ------ |
| Populacja          | 37 396 |

Dane z 31 grudnia 2008 r.:
| Opis                              | Ogółem | Ogółem | Kobiety | Kobiety | Mężczyźni | Mężczyźni |
| --------------------------------- | ------ | ------ | ------- | ------- | --------- | --------- |
| Jednostka                         | osób   | %      | osób    | %       | osób      | %         |
| Populacja                         | 40 050 | 100    | 20 820  | 52      | 19 230    | 48        |
| Gęstość zaludnienia [mieszk./km²] | 1968   | 1968   | 1023,1  | 1023,1  | 945       | 945       |

- Piramida wieku mieszkańców Świdnika w 2014 roku[15].

## Historia

### Historia do 1937
Najstarsze ślady bytności człowieka w okolicach Świdnika pochodzą ze schyłku młodszej epoki kamiennej. Ślady bytności człowieka znajdowano we wsiach okalających Świdnik, a datowane są one na 3000 lat p.n.e. W okresie wczesnego średniowiecza teren okolic dzisiejszego Świdnika należał do kasztelanii lubelskiej. Tak więc historia Świdnika i jego okolic związana jest do dzisiaj z dziejami pobliskiego Lublina. Bardziej szczegółowo historia Świdnika związana jest z historią trzech okolicznych wsi: Adampola, Świdnika i Krępca. Nazwa miasta została przyjęta po wojnie od nazwy wsi, która usytuowana była najbliżej Wytwórni Sprzętu Komunikacyjnego. Sama nazwa Świdnik spotykana jest w różnych częściach Polski: wieś w nowosądeckim, limanowskim, jak i w jeleniogórskim. Nazwa jest też znana na terenie obcym np. Svidník na Słowacji oraz Świdnik na Ukrainie. Jest to nazwa wodna od ruskiego: „svyd”. W znaczeniu świdwa, dereń łączący się z wyrazem świda – wilgoć. A więc nazwa ta może dotyczyć terenów podmokłych, a także leśnych. Trzy wioski noszące nazwę Świdnika są przedzielone od miasta lotniskiem i ich odległość od centrum wynosi ok. 5 km. Wioski te to Świdnik Duży, Świdnik Mały i Świdniczek, z którego z czasem wytworzyło się Biskupie. Najwcześniej pojawia się nazwa Świdnika w 1326 r., jest to pierwsza w źródłach wzmianka o istnieniu wsi Świdnik.
Pierwsze wzmianki o Świdniku pochodzą z 1392 r., kiedy w źródłach pojawia się nazwa Świdnika Wielkiego (Maior Świdnik bądź Magna Swydnyk). W tym roku król Władysław II Jagiełło nadał sołectwo królewskie Piotrowi z Moszny, zaś wieś została ulokowana na prawie niemieckim. W latach 1393–1421 pojawia się nazwa Świdnika Małego (Świdnik Minor), który w 1442 r. został przez Władysława III Warneńczyka zapisany czterem braciom z Hadynowa (Podlasie). W 1450 r. pojawia się nazwa kolejnej wsi, Świdniczek. W latach 1470–1480 wieś była własnością prebendarza zamku lubelskiego. Data pojawienia się Świdnika to przeniesienie go przez Władysława Jagiełłę na prawo średzkie. Nadał on wtedy Piotrowi z Moszny sołectwo z dwoma łanami, łąkami i karczmą. Inna data to rok 1497, gdy Jan Olbracht nadał mansjonarzom na zamku w Lublinie pewne dochody ze wsi. W 1564 r. były tu: folwark, 32 kmieci na 21 łanach, 14 zagród i karczma. W okresie XVII i XVIII w. wsie Świdnik pojawiają się na kartach historii głównie za sprawą wystąpień chłopskich. Jako sławnego okrutnika przedstawia się dzierżawcę Świdnika Dużego Michała Romanowskiego. Kazał on chłopom odrabiać pańszczyznę wbrew prawu sześć razy w tygodniu. Walkę z nim prowadzili chłopi nieprzerwanie w latach 1690–1703. Z kolei w 1712 r. na chłopów spadły represje za wystąpienie przeciwko panu w wójtostwie Świdnik Mały. Natomiast w 1745 r. chłopi ze Świdnika Dużego i Małego zniszczyli zasiewy i budynki wójtostwa.
W 1795 r. wsie o wspólnej nazwie Świdnik zostają włączone do zaboru austriackiego. Następnie w 1809 r. zostają przyłączone do Księstwa Warszawskiego, jednak od 1815 roku znajdują się w Królestwie Kongresowym (zabór rosyjski). W okolicach Świdnika w 1863 r. toczyły się walki w ramach powstania styczniowego. Zakończyły się one klęską pod Fajsławicami 24 sierpnia 1863 r. Wydarzenia te upamiętnia pomnik poległych powstańców styczniowych wzniesiony w Lesie Dominowskim (zwanym też Minkowickim) w okolicach Świdnika.
Pierwszą kolej poprowadzono przez Świdnik w 1877 r., wraz z budową Kolei Nadwiślańskiej. Z tej przyczyny w latach 1905–1914 wybudowano czerwony budynek stacji kolejowej Świdnik. Jest on bliźniaczym dworcem do identycznych zbudowanych przez władze carskie w Minkowicach, Jaszczowie, Kaniem i Zawadówce na trasie Lublin – Chełm. Jest to zarazem najstarszy budynek użyteczności publicznej w Świdniku. W okresie I wojny światowej tereny Świdnika i okolic stały się miejscem zażartych walk wojsk rosyjskich i austro-węgierskich. Walki toczyły się o linię kolejową Lublin–Chełm 20 sierpnia 1914 r. oraz 28–30 lipca 1915 r. Ich efektami były pokonanie armii rosyjskiej i okupacja (od 30 lipca 1915 r.) tych terenów przez wojska austro-węgierskie. Od 1915 r. do listopada 1918 r. tereny Świdnika były pod wojskową okupacją austriacką. Od listopada 1918 r. tereny weszły w skład niepodległego państwa polskiego. Na przełomie XIX i XX w. zauważono w Świdniku specyficzny mikroklimat, który sprzyjał wypoczynkowi i pomagał w leczeniu reumatyzmu. Dlatego też w pobliskiej wsi Adampol, przy stacji kolejowej Świdnik (tzw. „stara stacja”, obecnie nieczynna) powstały letnisko i uzdrowisko, które później, w wyniku inwestycji lotniczych i II wojny światowej przestały istnieć. Adampol, dziś jedno z osiedli Świdnika, był popularną wśród mieszkańców Lublina wsią letniskową. Charakteryzowała się ona dużą ilością drewnianych domków z początku wieku do lat trzydziestych świadomie nawiązujących do budownictwa uzdrowisk górskich.

### Inwestycje lotnicze, wojna i początki miasta (1937–1954)

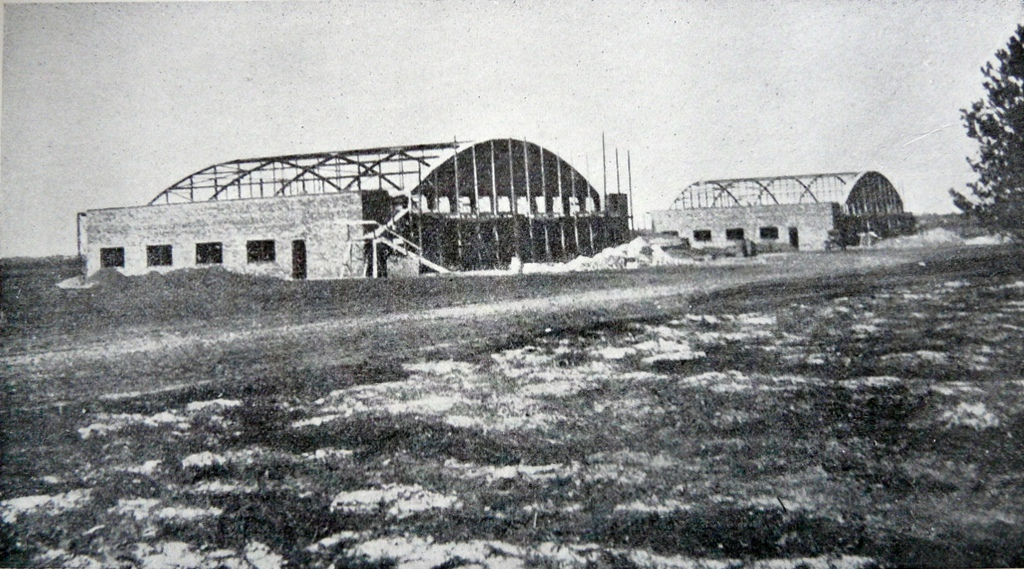
Dawna szkoła pilotów L.O.P.P. w budowie

W 1937 r. kupiono od Zgromadzenia Sióstr Miłosierdzia św. Wincentego a Paulo (Szarytki) 146 ha gruntów, a następnie jesienią tego roku rozpoczęto budowę szkoły Pilotów Cywilnych Ligi Obrony Powietrznej i Przeciwgazowej im. Marszałka Śmigłego-Rydza. Pod koniec czerwca 1938 r. szkoła rozpoczęła normalną pracę, a jesienią zorganizowano pierwszy turnus szkolenia – w pilotażu silnikowym. Wyznaczone na kupionym obszarze lotnisko miało w 1939 r. wymiary 800 × 750 m. Uroczyste otwarcie Cywilnej Szkoły Pilotów L.O.P.P. im. Marszałka Śmigłego-Rydza nastąpiło 4 czerwca 1939 r. Wydarzenie to zadecydowało o lotniczym charakterze przyszłego miasta. Lotnisko i szkoła pilotów zostały jednak już 2 września 1939 roku zbombardowane przez Niemców, którym później podczas wojny służyły do celów wojskowych.

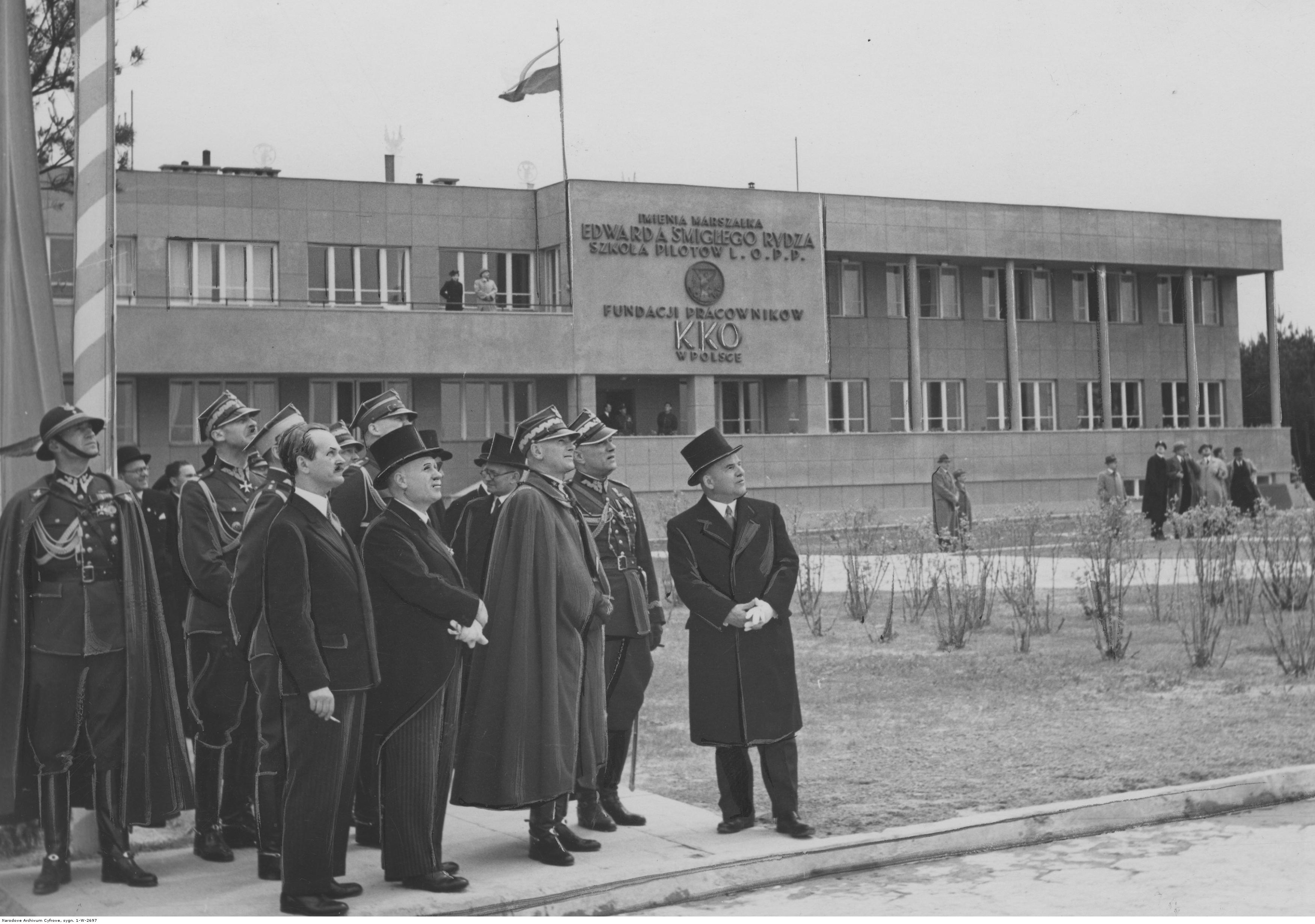
Poświęcenie szkoły pilotów L.O.P.P. w 1939

17 września 1939 roku lotnisko w Świdniku zostało wraz z Lublinem zajęte przez żołnierzy niemieckich. Obiekt szkoły i hangary lotniska zostały uszkodzone podczas bombardowania. Niemcy natomiast podczas okupacji wykorzystywali lotnisko i przyległe do niego budynki dla własnych celów. Lotnisko było szczególnie ważne dla Luftwaffe w czasie uderzenia na Związek Radziecki (plan „Barbarossa” 22 czerwca 1941). Przed wkroczeniem Armii Czerwonej i oddziałów Ludowego Wojska Polskiego w lipcu 1944 r., Niemcy wysadzili w powietrze budynek szkoły i hangary. Zaorane częściowo przez Niemców pole wzlotów było na tyle dobrze zachowane, że już 11 sierpnia z lotniska w Świdniku wystartował pierwszy transport, którym do sowieckich więzień i łagrów skierowano kierownictwo lubelskiej organizacji podziemnej i Delegatury Rządu na Kraj. Lotnisko w Świdniku było wykorzystywane przez Sowietów do wiosny 1946 r. W latach II wojny światowej w lasach w pobliżu Świdnika działała prężnie partyzantka, podobnie jak na całej Lubelszczyźnie reprezentowana przez Armię Krajową, Armię Ludową, Bataliony Chłopskie i Narodowe Siły Zbrojne. 20 kwietnia 1944 r. w rejonie Świdnika oddział partyzancki Armii Ludowej wykoleił dwa pociągi towarowe. Okres okupacji to też tragiczny los miejscowej ludności. Pomiędzy Świdnikiem a Lublinem położony był obóz koncentracyjny zwany Majdankiem (niemiecka nazwa KL Lublin). Uciekinierzy z Majdanka niejednokrotnie chronili się we wsi Adampol, co sprowadzało z kolei na jej mieszkańców represje niemieckie. Położony blisko Świdnika Las Krępiecki był w latach 1941–1944 miejscem tragicznej śmierci ponad 30 tysięcy osób: więźniów obozu na Majdanku, zamku lubelskiego, lubelskich Żydów i mieszkańców okolic Świdnika. Wydarzenia te świadczące o tragizmie tych terenów czasu okupacji upamiętnia monumentalny pomnik-grobowiec na polanie w Lesie Krępieckim. Tuż przed wkroczeniem oddziałów radzieckich do Lublina i Świdnika w lipcu 1944 r., Niemcy zdążyli zniszczyć lotnisko.
Po wojnie w 1949 r. rozpoczęto wyrąb lasu pod budowę Wytwórni Sprzętu Komunikacyjnego o profilu lotniczym (rozpoczęto ją rok później), która została otwarta w 1951 r. Pierwsi pracownicy wytwórni mieszkali w barakach w obecnym przyzakładowym parku i na Franciszkowie. W 1951 r. stanęły pierwsze bloki mieszkalne przy ulicach Świerczewskiego i Sławińskiego (obecnie Okulickiego i Niepodległości). Początkowo funkcję mieszkaniową wypełniały budowane w pobliżu zakładu baraki i hotele robotnicze. Te głównie parterowe, jednoizbowe, wyposażone były we wspólne urządzenia sanitarne. Przeznaczone były dla robotników budujących WSK. Następnym krokiem w kierunku rozwoju było powstawanie wysokiej zabudowy mieszkaniowej. Początkowo wytyczono pod nią cztery ćwiartki. Plan przewidywał sukcesywną rozbudowę osiedla w oparciu o kolejno wytyczane nowe kwartały, który z czasem miały stanowić większy zespół budynków. Zakładano zabudowę mieszkaniową, która pomieściłaby 2500 mieszkańców. Pierwsze „zorowskie” bloki będące zalążkiem miasta pojawiły się w 1951 r. Do tych należą bloki Osiedla „A” i „C” umiejscowione przy dzisiejszych ulicach Okulickiego (dawniej Świerczewskiego) i Niepodległości (dawniej Sławińskiego). Zespół tych budynków ustawiany był w sposób nawiązujący swą formą do zabudowy koszarowej. W 1951 r. rozpoczęto budowę szkoły, w której utworzono Szkołę Podstawową i Liceum Ogólnokształcące TPD1. Kino Lot w 1953 r. mieściło się w budynku późniejszego klubu „Iskra” przy ul. Przodowników Pracy. W 1952 r. zakład WSK rozpoczął produkcje. To spowodowało dalszy napływ ludności. Podczas gdy w 1951 r. liczba mieszkańców Świdnika stanowiła 2800 osób, do 1955 r. sięgnęła 7345 osób. Stąd też nastąpiły modyfikacja planu i swobodniejsze rozmieszczanie nowych osiedli. Osiedle rozwijało się na tyle szybko, że 7 października 1954 r. wydano rozporządzenie w sprawie nadania ówczesnej gromadzie Adampol statusu miasta. Rozporządzenie to weszło w życie 13 listopada 1954 r., nazwę nowego miasta ustalono na Świdnik. Miejscowość liczyła wtedy 7 tys. mieszkańców.

### Szybki rozwój (1954–1980)
Możliwość pracy w nowym zakładzie sprawiała, że do Świdnika przyjeżdżało dużo ludzi. W związku z tym miasto rozwijało się bardzo szybko. Świdnik należy uznać za miasto planowane (nie zaś naturalne), które z założenia miało być miastem typowo socjalistycznym.
Świdnik zaczął się rozwijać w kierunkach południowym i wschodnim. W latach 50., 60. i 70. XX w. powstawały nowe osiedla: Racławickie, Kopernika, Kościuszki, a także dalsze: Sławińskiego-Wschód (obecnie Wschód), Lotnicze, Brzeziny, jak również osiedla domków jednorodzinnych: Radość, Żwirki i Wigury, oraz Olimpijczyków (obecnie Kusocińskiego). Także Adampol był coraz bardziej intensywnie zabudowywany. Wraz z przestrzennym rozwojem oddawano do użytku kolejne instytucje: szkoły, przychodnie, szpital, kino, natomiast budowę pierwszego kościoła ukończono w połowie lat 80. XX w. (po przeszło 20 latach odkąd zaczęto zbierać podpisy domagając się jego budowy). W 1960 r. liczba mieszkańców wynosiła 11 tys., zaś w 1970 r. już 20 tys.

### Strajki i opór (1980–1989)
8 lipca 1980 r. w WSK PZL Świdnik wybuchł strajk określany ogólnie mianem Świdnickiego Lipca, który tym samym rozpoczął Lubelski Lipiec '80, a następnie Sierpień '80. Wydarzenia te doprowadziły do powstania NSZZ „Solidarność”. Strajk z lipca 1980 r. wywołał również wiele innych strajków w regionie, natomiast na WSK i w innych zakładach regionu zaczęły powstawać komitety założycielskie.
13 grudnia 1981 r. wprowadzono stan wojenny i doszło do pacyfikacji zakładu WSK Świdnik. Wielu działaczy „Solidarności” aresztowano i internowano, dlatego też „S” zeszła do działalności podziemnej. Również sami mieszkańcy miasta protestowali przeciw wprowadzeniu stanu wojennego. 13 dnia każdego miesiąca wielu mieszkańców zapalało świece w oknach swoich mieszkań. Ponadto protestem były tzw. świdnickie spacery, czyli masowe wychodzenie świdniczan na spacer w porze nadawania Dziennika Telewizyjnego. Spowodowało to wprowadzenie przez milicję wcześniejszej niż normalnie godziny policyjnej, oraz liczne represje. Komisja Krajowa „Solidarność” w 1982 r. nagrodziła społeczność Świdnika za tę postawę.
W 1985 r. Świdnik liczył 37 tys. mieszkańców.

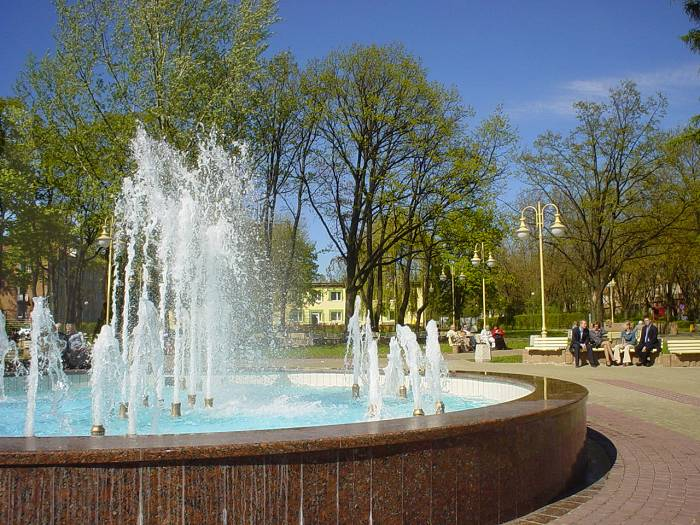
Świdnicka fontanna

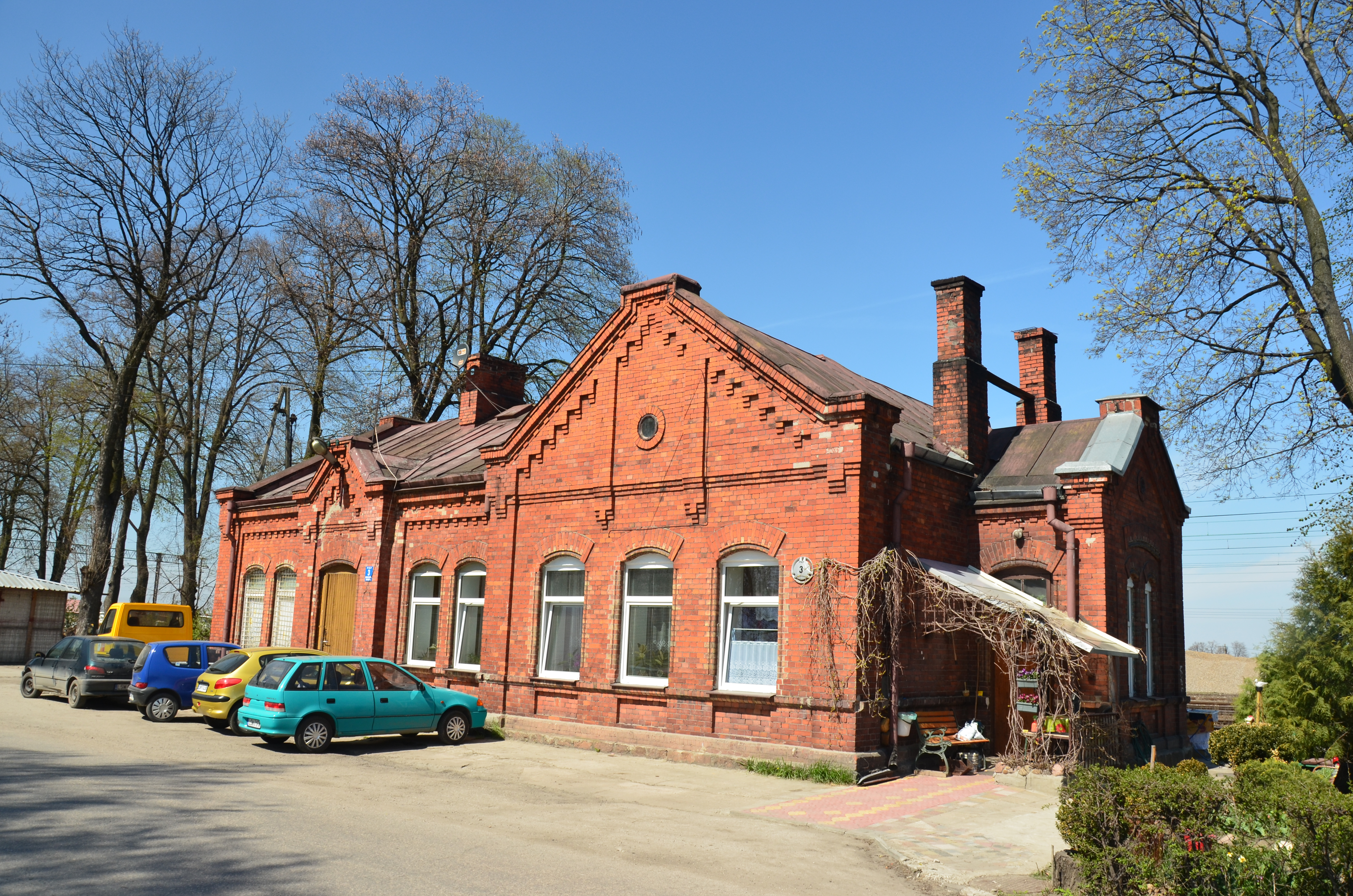
Stary dworzec

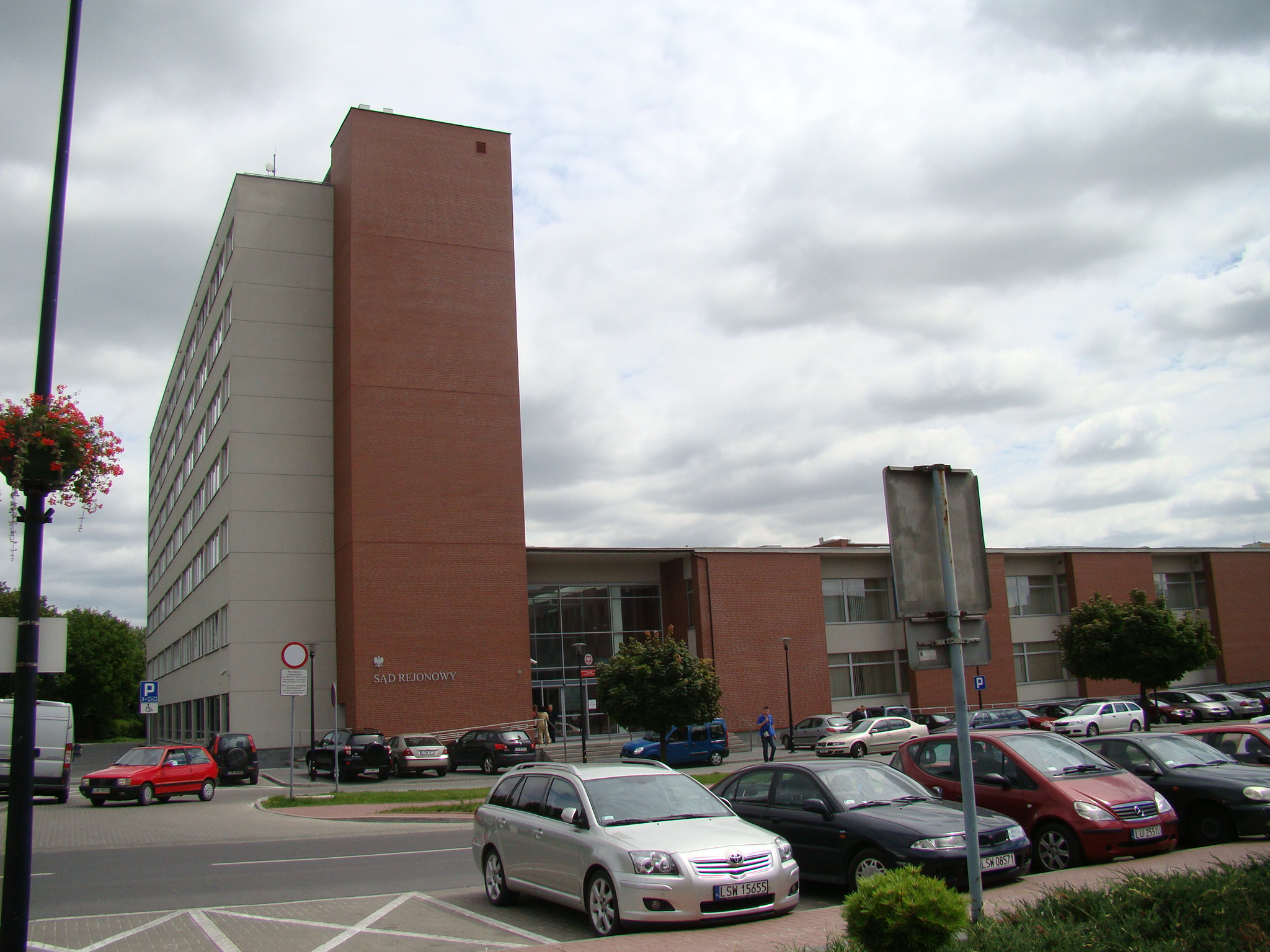
Sąd rejonowy Lublin-Wschód z siedzibą w Świdniku

### Po transformacji ustrojowej (od 1989)
Po transformacji ustrojowej w 1989 r. Świdnik rozbudował się o kilka nowych osiedli mieszkaniowych. Pod koniec lat 90. XX w. oddano do użytku os. Słoneczne, natomiast po 2000 r. – os. Brzeziny-Kalina, oraz część osiedla Polesie (dalej w budowie).
W grudniu 2012 r. został otwarty nowy port lotniczy Lublin-Świdnik.

## Atrakcje turystyczne
Świdnik, jako bardzo młode i planowane od podstaw miasto, nie ma żadnych zabytków, jednak na Adampolu (stanowiącym dawniej odrębną wieś, a także letnisko i uzdrowisko i będącym jednocześnie najstarszą dzielnicą miasta) można zobaczyć stare drewniane wille. Wśród zabytków znajdujących się na Adampolu są:
- zespół starego dworca kolejowego Świdnik (tzw. „stara stacja”), z lat 1905–1914, obecnie nieczynny i zaadaptowany na mieszkanie. W skład zespołu wchodzą dworzec i dom zawiadowcy, zbudowane z czerwonej szamotowej cegły.
- drewniana willa „Bożenna”, z roku 1910 – ul. Wojska Polskiego 36.
- drewniana willa „Grażyna”, z lat 1915–1917 – ul. Kruczkowskiego 40.

Ponadto na Adampolu znajduje się szereg drewnianych zabytkowych domów.
Żaden ze wspomnianych obiektów nie został jak dotąd wpisany do rejestru zabytków.

### Miejsca reprezentacyjne i miejsca pamięci

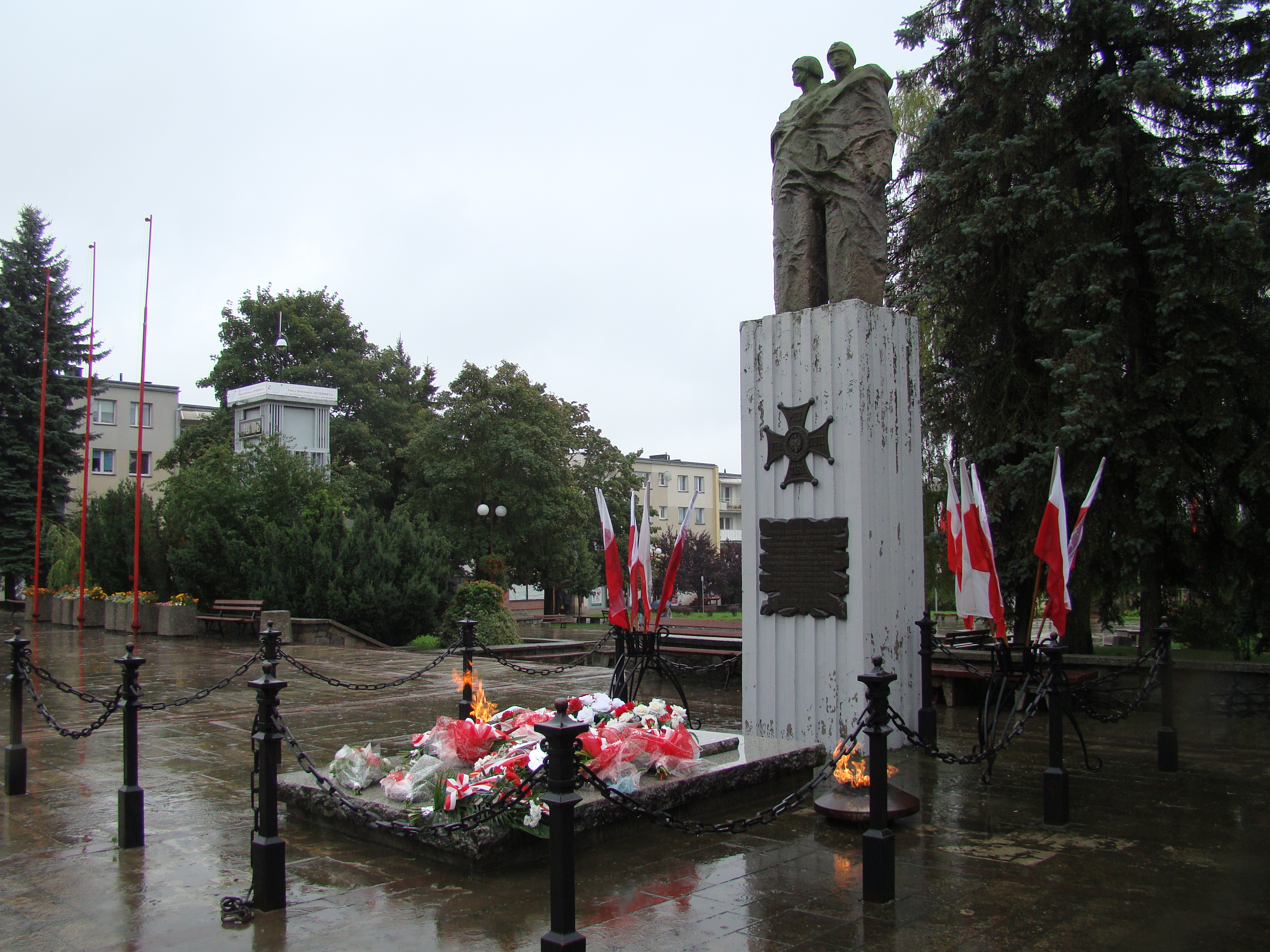
Grób Nieznanego Żołnierza z pomnikiem na Placu Konstytucji 3 Maja w Świdniku

Przy rondzie Świdnickiego Lipca '80 (głównym rondzie miasta) na środku Al. Lotników Polskich znajduje się ustawiony na żelaznym stelażu śmigłowiec SM-1, stanowiący symbol i wizytówkę Świdnika.
Centralnym punktem miasta jest plac Konstytucji 3 Maja (potocznie zwany placem Bolka i Lolka – od pomnika, na którym znajduje się rzeźba dwóch żołnierzy). Plac znajduje się w południowo-wschodnim rogu skrzyżowania ulic Niepodległości i kard. Wyszyńskiego. Składa się on z trzech stopni: najwyższego (przy ul. Niepodległości), średniego i najniższego, na których znajdują się odpowiednio:
- Grób Nieznanego Żołnierza z pomnikiem,
- zegar miejski (pokazujący godzinę, datę i temperaturę powietrza),
- pomnik Konstytucji 3 Maja.

Po przeciwnej stronie skrzyżowania ul. Niepodległości i kard. Wyszyńskiego znajduje się niewielki plac, na którym ustawiona jest miejska fontanna. Przy placu ustawiony jest również głaz z tabliczką upamiętniającą tzw. świdnickie spacery.
Na końcu al. Lotników Polskich przy bramie zakładu PZL Świdnik postawiony jest pomnik Zygmunta Puławskiego. Ponadto na terenie zakładu znajduje się pomnik NSZZ „Solidarność”, który upamiętnia Strajki lubelskie z lipca 1980 r.
Na terenie cmentarza komunalnego w Kolonii Krępiec znajduje się pomnik „W hołdzie żołnierzom”. Tu również znajdują się groby żołnierzy różnych nacji z czasów I i II wojny światowej, które zostały tu przeniesione ze starego cmentarza wojennego w Lesie Poszpitalnym, z powodu planowanej budowy portu lotniczego na tym obszarze.

## Gospodarka
Świdnik jest ośrodkiem przemysłu lotniczego; znajdują się tu zakłady PZL produkujące śmigłowce. W 2009 r. firmę nabył od Skarbu Państwa włosko-brytyjski koncern AgustaWestland, (obecnie Leonardo S.p.A) wcześniej kooperujący z PZL Świdnik przez 13 lat.

## Transport

### Transport drogowy
- S12 Droga ekspresowa S12: granica państwa – Łęknica – Żary – Leszno – Kalisz – Sieradz – Piotrków Trybunalski – Radom – Lublin – Chełm – Berdyszcze – granica państwa
- S17E372  Droga ekspresowa S17 (E372): Zakręt – Lublin – Zamość – Hrebenne – granica państwa
- 822 Droga wojewódzka nr 822: Lublin – Świdnik

### Komunikacja autobusowa
Miasto Świdnik, jako część aglomeracji lubelskiej, jest najlepiej skomunikowane właśnie z Lublinem. Sam Świdnik nie posiada jednak dworca autobusowego (był planowany przy stacji kolejowej Świdnik Miasto), autobusy objeżdżają całe miasto. Ze Świdnika do Lublina (i z powrotem) jeżdżą autobusy następujących linii:
- linia 5 (obsługiwana przez MPK Lublin) – przez ul. Mełgiewską, Świdnik do Mełgwi,
- linia 35 (obsługiwana przez MPK Lublin) – z dzielnicy Felin, przez ul. Piasecką i Kalinówkę do Świdnika,
- linia 55 – obsługiwana przez MPK Lublin – kursująca na trasie Czechów–Felin, niektóre kursy wydłużone do Świdnika,
- linia nocna N2 (obsługiwana przez MPK Lublin) – kursująca na trasie Węglin–Felin, niektóre kursy wydłużone do Świdnika,
- Świdnik – Kalinówka – Lublin przez Kalinówkę i Bronowice na lubelski PKS Południowy,
- Świdnik – Lublin (PKP) przez dzielnice Felin i Bronowice na lubelski PKS Południowy,
- Świdnik – Zadębie – Lublin przez dzielnicę Zadębie na lubelski PKS Główny,
- Świdnik – Lublin (PKS) przez dzielnicę Felin na lubelski PKS Główny,
- linia 80 – przez Kalinówkę trasą W-Z, na aleję Kraśnicką pod sklep Kaufland,

Ponadto funkcjonują linie z Lublina przez Świdnik do innych miejscowości, np. Piask czy Łęcznej.

### Transport kolejowy

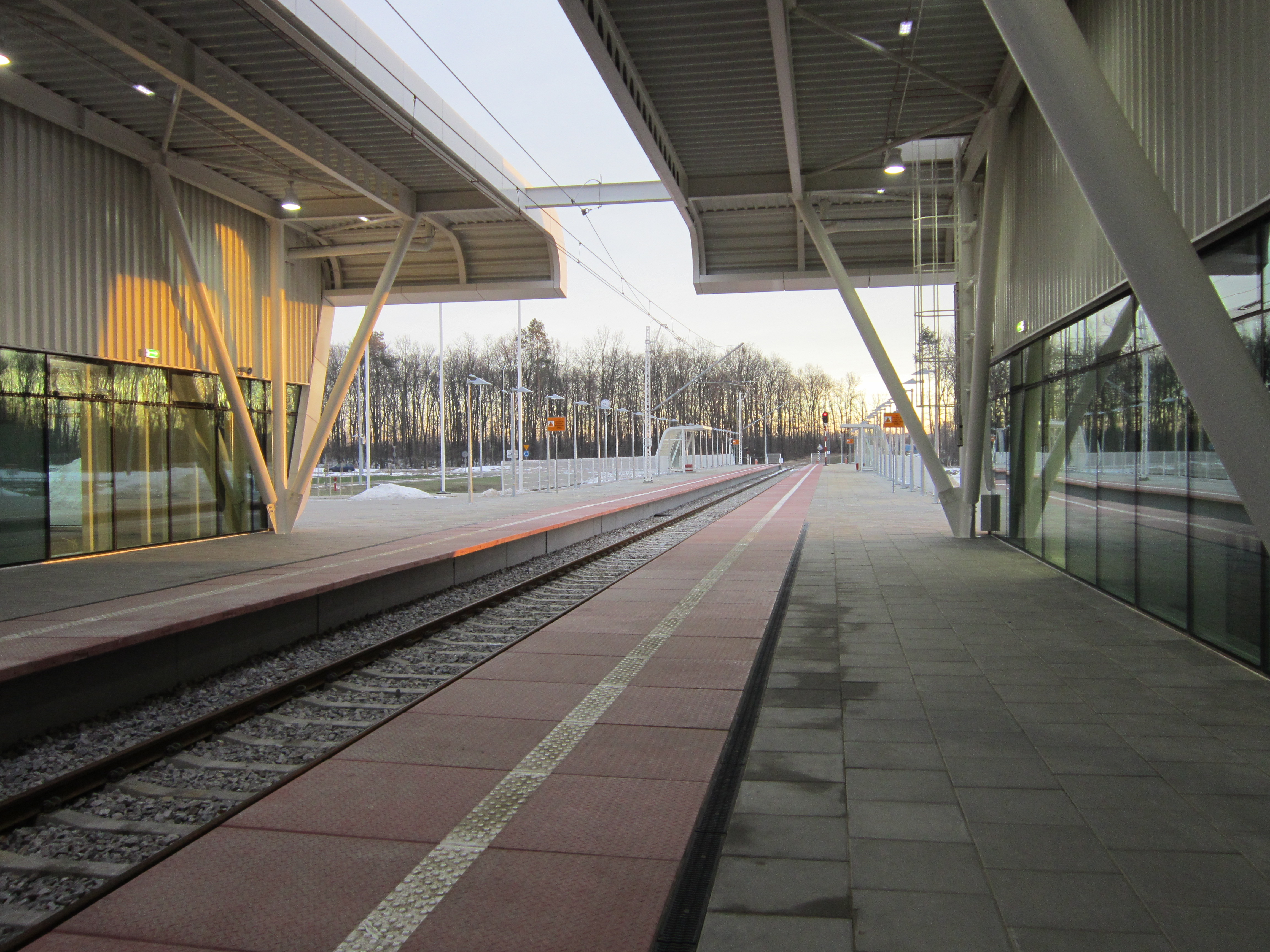
Wbudowany w terminal portu lotniczego Lublin przystanek kolejowy

Przez Świdnik przebiega linia kolejowa nr 7 z Warszawy do Dorohuska. Na tej trasie znajdują się następujące stacje i przystanki kolejowe: Świdnik (obecnie nieczynna i zabytkowa, popularnie „stara stacja”), główna stacja Świdnik Miasto oraz przystanek Świdnik Wschód. Ponadto zbudowano nową linię kolejową nr 581, która prowadzi bezpośrednio do portu lotniczego Lublin (terminal pasażerski funkcjonuje jako przystanek Lublin Airport).

### Transport lotniczy

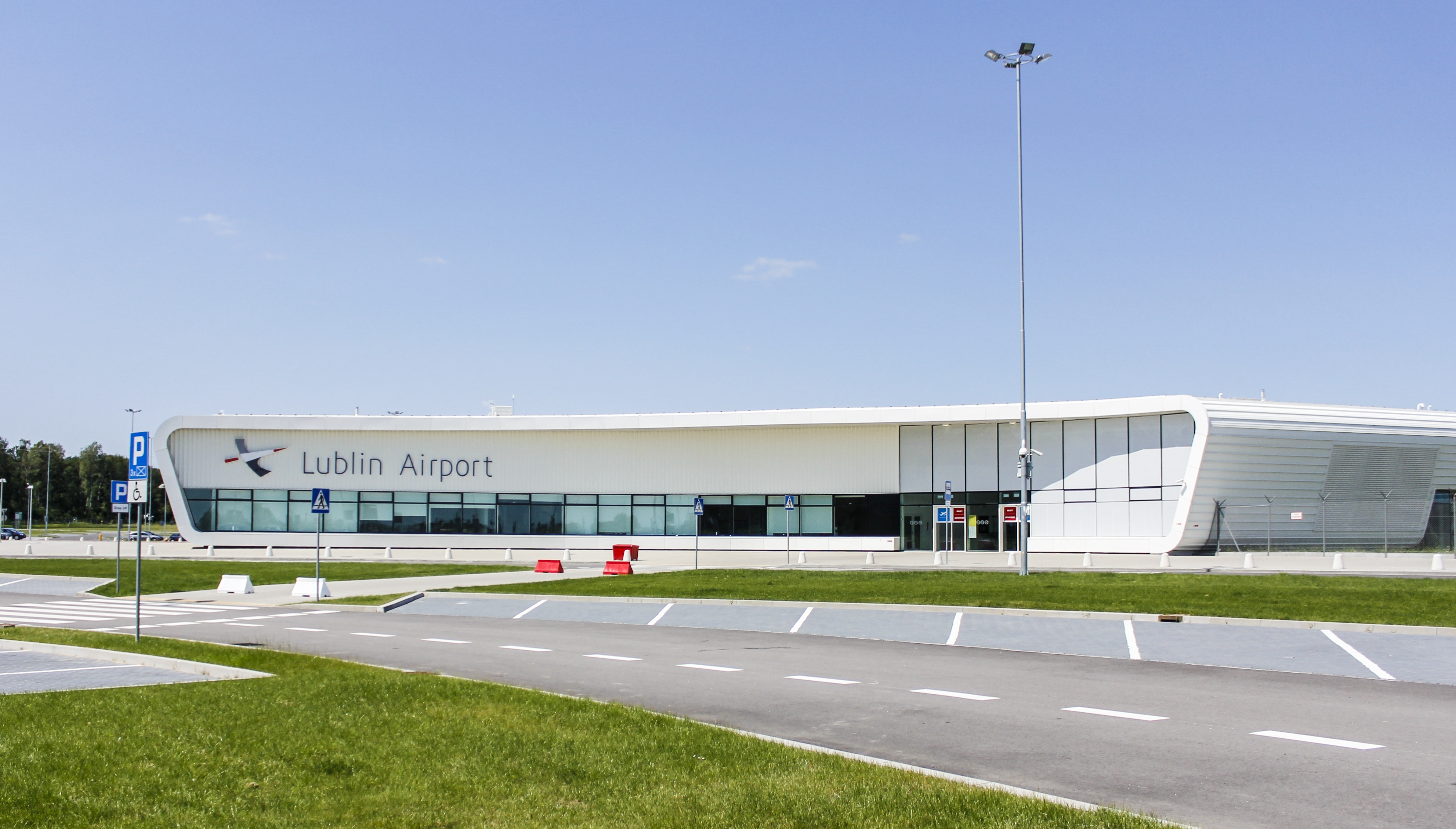
Port lotniczy Lublin

17 grudnia 2012 nastąpiło otwarcie nowo wybudowanego portu lotniczego Lublin, który położony jest tuż za zakładami WSK „PZL-Świdnik”. Do portu prowadzą nowy odcinek drogi ze Świdnika oraz linia kolejowa. Ponadto funkcjonuje nadal stare trawiaste lotnisko Aeroklubu Świdnik.

## Kultura
W Świdniku znajdują się kino „Lot” i Stadion Piłkarski Świdnickiej drużyny „Avia Świdnik”. Duże zadania z zakresu kultury wykonuje także Miejski Ośrodek Kultury w Świdniku. Znajduje się tu również Miejskie Centrum Profilaktyki, gdzie ćwiczy grupa teatralna „Aplauz”.
W Świdniku powstało kilkanaście murali nawiązujących do historii miasta („Kadry Świdnika”). Projekt Kadry Świdnika realizowany jest przy współpracy z Urzędem Miasta i Miejskim Ośrodkiem Kultury w Świdniku i powstał z inicjatywy Pawła Kasperka.
W Świdniku funkcjonuje Miejsko-Powiatowa Biblioteka im. Anny Kamieńskiej z filiami.
Od 1996 r. organizowany jest Świdnik Jazz Festival.

## Oświata

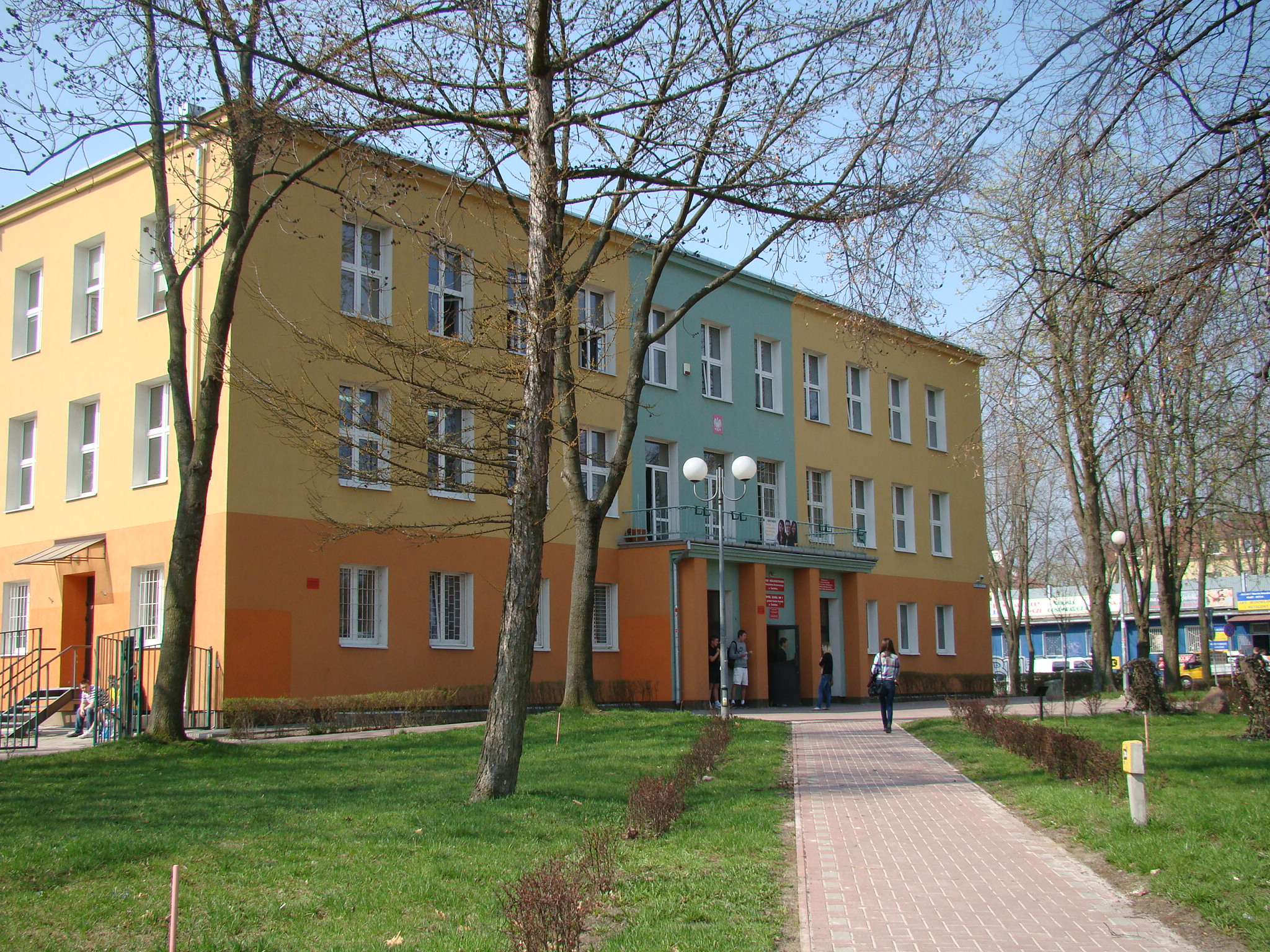
I Liceum Ogólnokształcące im. Władysława Broniewskiego w Świdniku

### Szkoły podstawowe[23]
- Szkoła Podstawowa nr 3 im. Tadeusza Kościuszki
- Szkoła Podstawowa nr 4 im. Gen. Władysława Sikorskiego (w Zespole Szkół Ogólnokształcących Nr 1)
- Szkoła Podstawowa nr 5 im. Janusza Kusocińskiego
- Szkoła Podstawowa nr 7 im. Żołnierzy Armii Krajowej
- Specjalny Ośrodek Szkolno-Wychowawczy im. Henryka Sienkiewicza
- Niepubliczna Szkoła Podstawowa „Atena”

### Licea ogólnokształcące[24]
- I Liceum Ogólnokształcące im. Władysława Broniewskiego
- II Liceum Ogólnokształcące im. Krzysztofa Kamila Baczyńskiego (w Zespole Szkół Ogólnokształcących Nr 1)
- III Liceum Ogólnokształcące z Oddziałami Integracyjnymi (w Zespole Szkół Nr 1 im. Cypriana Kamila Norwida)

### Technika[25]
- Technikum Nr 1 (w Powiatowym Centrum Edukacji Zawodowej im. Zygmunta Puławskiego)
- Technikum Nr 2 (w Zespole Szkół Nr 1 im. Cypriana Kamila Norwida)

## Wspólnoty wyznaniowe
Świdnik został założony jako miasto socjalistyczne i przez długie lata nie było w nim żadnego kościoła. Katolicy zamieszkujący Świdnik należeli do wiejskiej parafii w Kazimierzówce i tam uczęszczali na msze, bądź też do kościołów lubelskich. Taki stan rzeczy utrzymywał się do lat 70. XX w. Dopiero w 1975 r. władze wydały zgodę na budowę pierwszego kościoła, a w 1982 r. erygowano pierwszą parafię. Obecnie na terenie miasta działalność duszpasterską prowadzą w sumie cztery parafie rzymskokatolickie i kilka innych wspólnot chrześcijańskich.

### Katolicyzm
- Kościół rzymskokatolicki – cztery parafie:
  - Parafia NMP Matki Kościoła – ul. Wyszyńskiego 32
  - Parafia Chrystusa Odkupiciela – ul. Kosynierów 6
  - Parafia Św. Józefa – ul. Partyzantów 64
  - Parafia Św. Kingi – ul. Klonowa 16

### Protestantyzm
- Chrześcijańska Wspólnota Ewangeliczna – placówka misyjna w Świdniku[26]
- Kościół Jezusa Chrystusa Wiary Chrześcijańskiej – ul. Mechaniczna 13[27]
- Kościół Chrześcijan Wiary Ewangelicznej – zbór „Koinonia”, ul. Racławicka 38-44 (Dom Rzemiosła)[28]

### Restoracjonizm
- Świadkowie Jehowy, 3 zbory (Sala Królestwa ul. Kamińskiego 18)[29]:
  - zbór Świdnik-Wschód
  - zbór Świdnik-Zachód
  - zbór Świdnik-Północ
- Zrzeszenie Wolnych Badaczy Pisma Świętego – ul. Jagiełły 17[30]

## Sport
W Świdniku działa kilka klubów wywodzących się tradycjami z dawnego Fabrycznego Klubu Sportowego Avia: klub siatkarski ASPS Avia Świdnik, trzecioligowy klub piłkarski MKS Avia Świdnik, Klub Tenisowy Avia Świdnik, Gminno-Powiatowe Towarzystwo Bokserskie Avia Świdnik, Klub Pływacki Avia Świdnik. Oprócz nich działają: Świdniczanka Świdnik, Lubelski Klub Sportów Walki Dan Świdnik (taekwondo i kick-boxing), filia Lubelskiego Klubu Karate Kyokushin, SKS Shiroikaj – Judo, Aeroklub Świdnik, TKKF Świt (strzelectwo sportowe), oraz Klub Motorowy Champion.

## Współpraca międzynarodowa

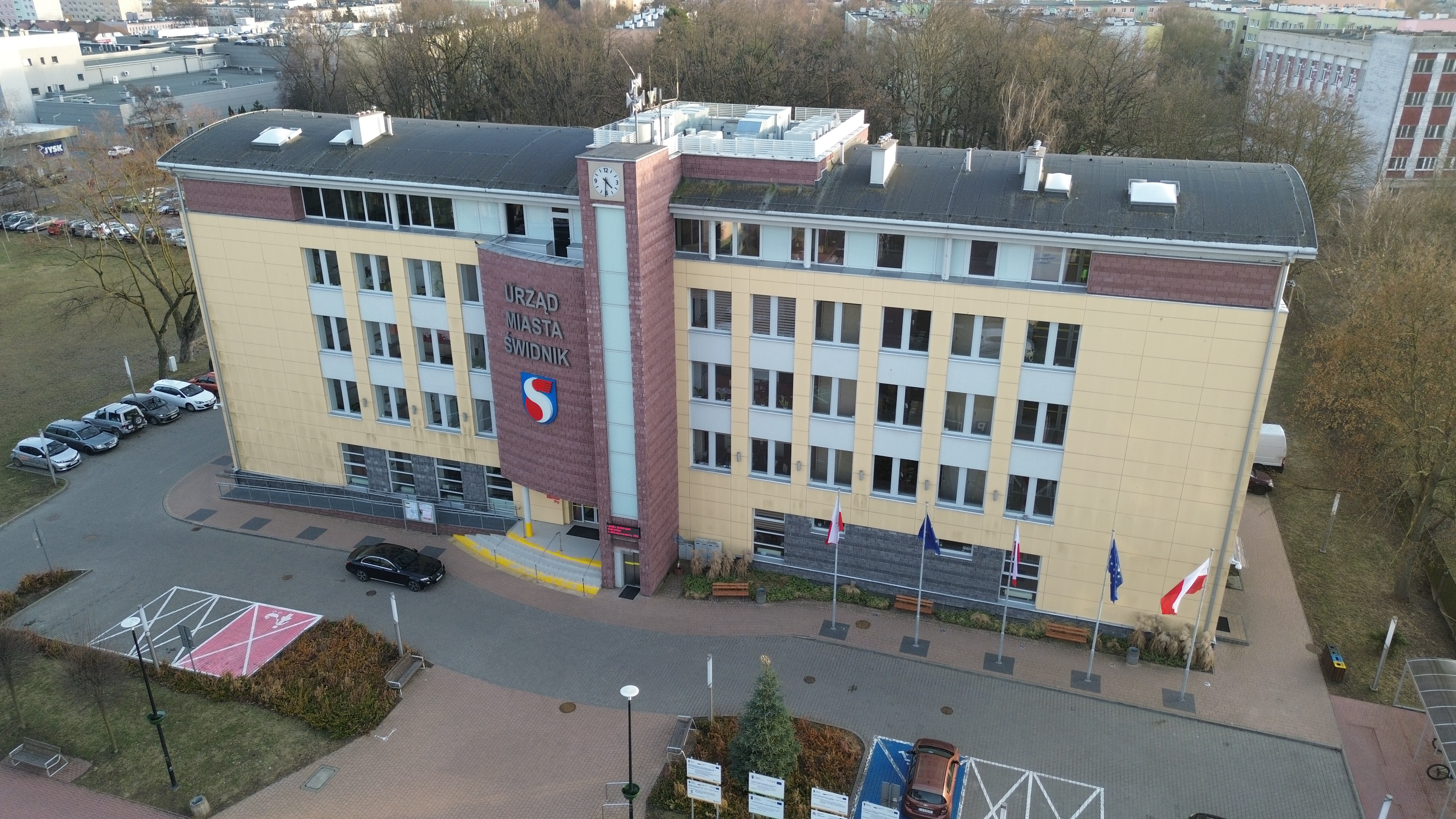
Urząd Miasta

Miasta i gminy partnerskie:
- Béthune, Francja - od 2004
- Raduń, Białoruś - od 2003
- Rzeczyca, Białoruś - od 2002
- Svidník, Słowacja[32]
- Szostka[potrzebny przypis]
- Soleczniki[potrzebny przypis]
- Brindisi[33]
- Valjevo[potrzebny przypis]